# Elophila
Elophila is een geslacht van vlinders van de familie van de grasmotten (Crambidae). De wetenschappelijke naam en de beschrijving van dit geslacht zijn voor het eerst gepubliceerd in 1822 door Jacob Hübner.

## Soorten
- Elophila acornutus Agassiz, 2012
- Elophila africalis (Hampson, 1906)
- Elophila aristodora (Turner, 1908)
- Elophila atlantica (Munroe, 1972)
- Elophila bourgognei Leraut, 2001
- Elophila difflualis (Snellen, 1880)
- Elophila dispulsalis (Walker, 1866)
- Elophila ealensis (Agassiz, 2012)
- Elophila ekthlipsis (Grote, 1876)
- Elophila faulalis (Walker, 1859)
- Elophila feili Speidel, 2002
- Elophila fengwhanalis (Pryer, 1877)
- Elophila fluvialis (Schaus, 1912)
- Elophila fulvalis (Hampson, 1899)
- Elophila galinaea Guillermet, 2016
- Elophila gurgitalis (Lederer, 1863)
- Elophila gyralis (Hulst, 1886)
- Elophila icciusalis (Walker, 1859)
- Elophila inornata (Walker, 1866)
- Elophila interruptalis (Pryer, 1877)
- Elophila manilensis (Hampson, 1917)
- Elophila maralis (Schaus, 1920)
- Elophila melagynalis (Agassiz, 1978)
- Elophila melanolepis (Hampson, 1919)
- Elophila minima Agassiz, 2012
- Elophila minimalis (Saalmüller, 1880)
- Elophila monetalis (Snellen, 1880)
- Elophila nebulosalis (Fernald, 1887)
- Elophila nigralbalis (Caradja, 1925)
- Elophila nigrolinealis (Pryer, 1877)
- Elophila nuda Chen, Wu & Xue, 2010
- Elophila nymphaeata (Linnaeus, 1758) – Waterlelievlinder
- Elophila obliteralis (Walker, 1859)
- Elophila occidentalis (Lange, 1956)
- Elophila orientalis (Filipjev, 1933)
- Elophila palliolatalis (Swinhoe, 1890)
- Elophila procialis (Druce, 1896)
- Elophila procrealis (Druce, 1896)
- Elophila radiospinula Chen, Wu & Xue, 2010
- Elophila rivulalis (Duponchel, 1833) – Melkwitte waterleliemot
- Elophila roesleri Speidel, 1984
- Elophila rosetta (Meyrick, 1938)
- Elophila scitalis (Swinhoe, 1885)
- Elophila separatalis (Leech, 1889)
- Elophila sinicalis (Hampson, 1897)
- Elophila tenebralis (Lower, 19020
- Elophila tinealis (Munroe, 1972)
- Elophila turbata (Butler, 1881)